# 实习生爱情
《实习生爱情》，為泰國GMM 25與Viu於2024年6月30日起播出的愛情電視劇。由鐘朋·阿盧迪吉朋（Off）及阿塔潘·葐沙瓦（Gun）主演。
此劇由GMMTV製作，並在2023年10月GMMTV的「UP&ABOVE」Part 1新戲發佈會上公開先導預告片。其後，此劇於2024年6月在GMM 25電視台及Viu首播，同年9月終映。

## 演員陣容
註：括號內的演員姓名為小名。

### 主要人物
- 鐘朋·阿盧迪吉朋（Off）飾演 Jane
- 阿塔潘·葐沙瓦（Gun）飾演 Ryan Anawat

### 其他人物
- 塔維南·阿努固布拉瑟（Sea）飾演 Tae Thanat
- 甘雅拉·露安瓏（Piploy）飾演 Ba-Mhee Benyapha
- 潘·米帕迪（Poon）飾演 Pah Pramote Boonkoet
- 彬雅帕·珍帕誦（View）飾演 Pie Gulasatree Sansopa
- 普萊妮拉·希蘭塔薇欣（Kapook）飾演 Judy Jarinporn
- 尼替·柴契塔通（Pompam）飾演 Baimon
- 塔索恩·克林尼亞姆（Emi）飾演 Ink
- Nimit Lugsamepong（Bobby） 飾演 Jo

## 劇集原聲帶
| 《The Trainee》劇集原聲帶 | 《The Trainee》劇集原聲帶       | 《The Trainee》劇集原聲帶 | 《The Trainee》劇集原聲帶 |
| 曲序                      | 曲目                            | 演唱者                    | 时长                      |
| ------------------------- | ------------------------------- | ------------------------- | ------------------------- |
| 1.                        | ฝึกรัก（LOVE TRAINING）（主题曲） | 阿塔潘·彭薩瓦             | 2:32                      |

## 外部連結
- GMM25官方網站 （页面存档备份，存于）（泰文）
- GMMTV官方網站（泰文）
- YouTube上的《实习生爱情》播放列表
- MyDramaList劇集介紹及劇評 （页面存档备份，存于）（英文）
- 豆瓣电影上《实习生爱情》的資料 （简体中文）